# استان چینچروس
استان چینچروس (به اسپانیایی: Provincia de Chincheros) یک استان در پرو است که در منطقه اپوریماک واقع شده‌است. استان چینچروس ۱٬۲۴۲٫۳۳ کیلومتر مربع مساحت و ۵۲٬۳۱۷ نفر جمعیت دارد.